# ギルモレオサウルス
ギルモレオサウルス（Gilmoreosaurus）は白亜紀にアジアに生息した鳥脚類恐竜の属である。タイプ種はGilmoreosaurus mongoliensis で、ハドロサウルス類もしくはイグアノドン科に属しているとみられる。化石はモンゴルのイレンダバス累層の7000万年前の地層から発見されている。さらに、ウズベキスタンのコツァクル累層の1億2000万年前の地層から発見されたG. atavusとビッセクティ累層の8900万年前の地層から発見されたG. arkhangelskyiがこの属に含まれる。しかしこれらの種は断片的な化石に基づいており、分類は疑わしい。一般的にはバクトロサウルス属の種とされるG. kysylkumensis（ビッセクティ累層より産出）もこの属の種とされることもある。

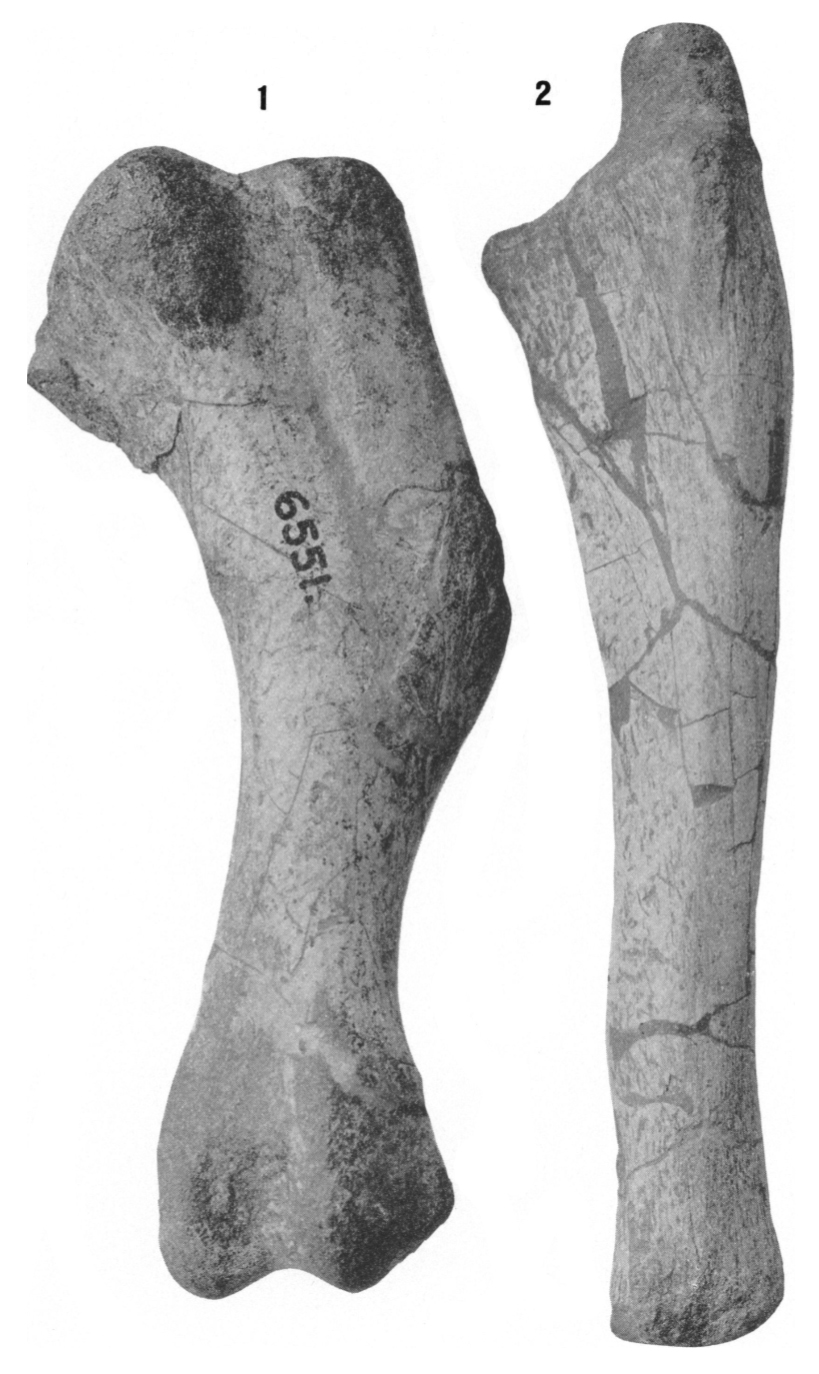
Mandschurosaurus mongoliensisの右の上腕骨と尺骨

ギルモレオサウルスの最初の化石は1923年にジョージ・オルセンにより収集されたもので、異なる場所で発見された複数の個体のばらばらになった骨により構成されている。これらは最初マンチュロサウルス属のものとされたが、後にギルモレオサウルス属として分離された。基盤的なイグアノドンティアとより派生的なハドロサウルス科の特徴を併せ持っている。正確な分類上の位置についてはコンセンサスを得るには至っていないが、Márquez&Norell(2010)による大規模な系統解析によればハドロサウルス科の外郡に近い位置に位置している。
2003年、ギルモレオサウルスの化石から血管腫、類腱形成線維腫、転移癌および骨芽細胞腫といった腫瘍の痕跡が発見された。ロスチャイドらによりCT、間接X線撮影での調査は他の恐竜の椎骨でも行われ、その結果ブラキロフォサウルス、エドモントサウルス、バクトロサウルスといった他のハドロサウルス類でも腫瘍の痕跡が見つかった。1万以上の化石について同じ調査が行われたが、腫瘍の痕跡はギルモレオサウルスとその近縁属のみに見られた。この腫瘍は環境要因によるものかもしくは遺伝的性質によるものの可能性がある。

## 参照
1. 1 2 3  Brett-Surman, M. K. 1979. Phylogeny and Paleobiogeography of Hadrosaurian Dinosaurs. Nature, 277, 15, 560-562.
2. ↑  Nessov, L. A. 1995. Dinosaurs of Northern Eurasia: New data about assemblages, ecology, and palaeobiogeography [en ruso con resumen en inglés].St. Petersburg State University, Institute for Scientific Research on the Earth's Crust, 156 pp
3. ↑  Prieto-Márquez, A. & M.A. Norell, 2010.  Anatomy and Relationships of Gilmoreosaurus mongoliensis (Dinosauria: Hadrosauroidea) from the Late Cretaceous of Central Asia.  American Museum Novitates 3694: 1-49.
4. ↑  Rothschild, B.M.; Tanke, D.H., Helbling II, M. and Martin, L.D. (2003). “Epidemiologic study of tumors in dinosaurs”. Naturwissenschaften 90 (11):  495–500. doi:10.1007/s00114-003-0473-9. PMID 14610645 2008年7月25日閲覧。.

- Iguanodontia from Thescelosaurus!